# Granada nos Jogos Pan-Americanos de 2019
Granada competiu nos Jogos Pan-Americanos de 2019 em Lima de 26 de julho a 11 de agosto de 2019.
Em 2016 de 2019, o Comitê Olímpico de Granada anunciou uma delegação de onze atletas (sete homens e quatro mulheres) em três esportes (atletismo, natação e tênis). A equipe também consistiu em sete oficiais.
Durante a  cerimônia de abertura dos jogos, o lançador de dardo Anderson Peters foi o porta-bandeira do país na parada das nações. Peters posteriormente conquistaria o primeiro ouro da história do país nos Jogos Pan-Americanos.

## Competidores
Abaixo está a lista de competidores (por gênero) participando dos jogos por esporte/disciplina.
| Esporte   | Homens | Mulheres | Total |
| --------- | ------ | -------- | ----- |
| Atletismo | 6      | 2        | 8     |
| Natação   | 1      | 1        | 2     |
| Tênis     | 0      | 1        | 1     |
| Total     | 7      | 4        | 11    |

## Medalhistas
| Nome            | Esporte   | Evento              | Gênero    | Dia          | Medalha |
| --------------- | --------- | ------------------- | --------- | ------------ | ------- |
| Anderson Peters | Atletismo | Lançamento de dardo | Masculino | 10 de agosto | Ouro    |
| Lindon Victor   | Atletismo | Decatlo             | Masculino | 7 de agosto  | Prata   |

| Esporte   | Medalha de ouro | Medalha de prata | Medalha de bronze | Total |
| Atletismo | 1               | 1                | 0                 | 2     |
| Total     | 1               | 1                | 0                 | 2     |

## Atletismo

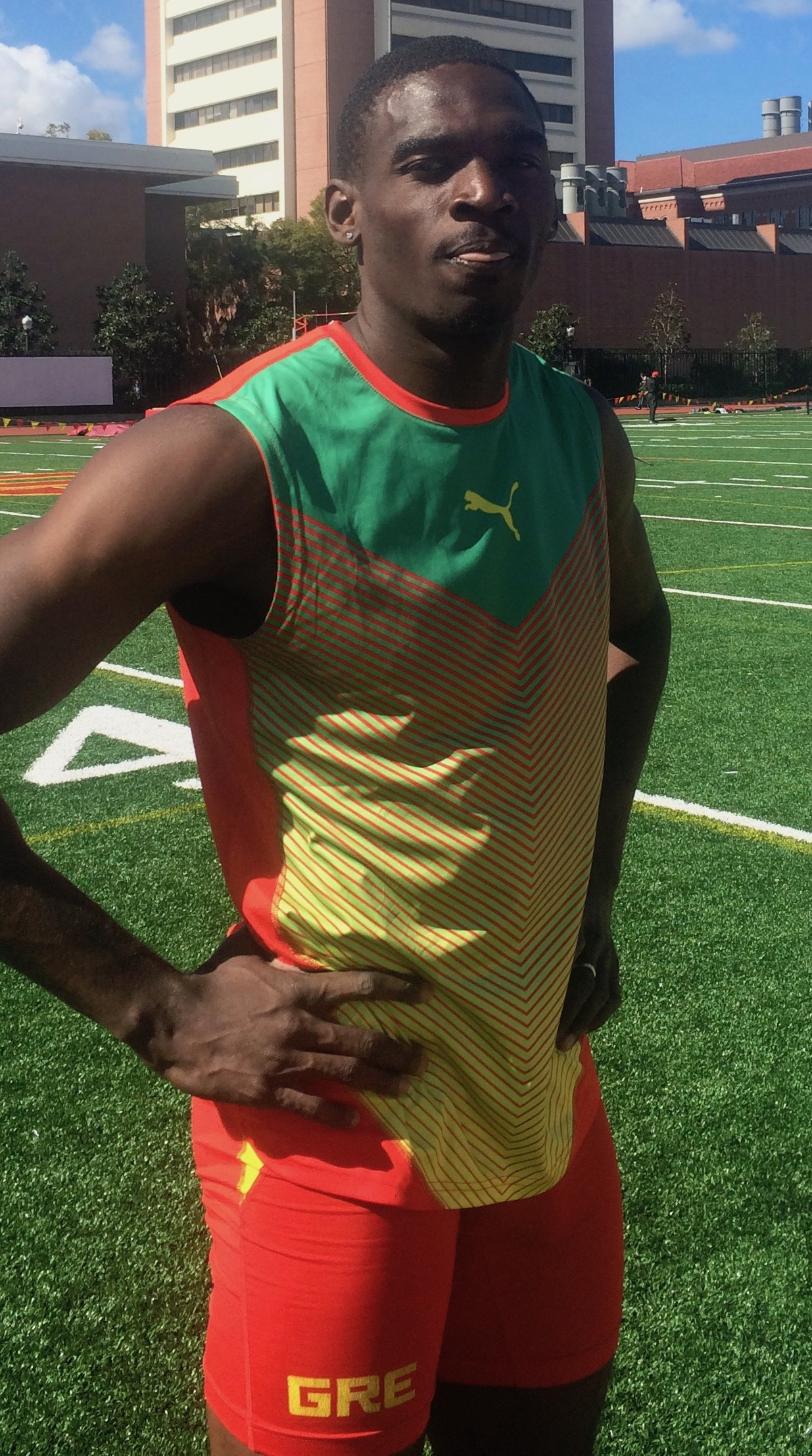
Lindon Victor conquistou a prata no decatlo

Granada qualificou oito atletas para as provas do atletismo (seis homens e duas mulheres). A equipe conquistou duas medalhas, com Anderson Peters levando o ouro no lançamento de dardo, e Lindon Victor ficando com a prata no decatlo.
Chave
- Nota– Posições nos eventos de pista são para a fase inteira
- Q = Qualificado para a próxima fase
- NR = Recorde nacional
- GR = Recorde dos jogos
- DNF = Não terminou
- DNS = Não começou
- NM = Sem marca

Eventos de pista
| Atleta         | Evento          | Semifinais | Semifinais | Final       | Final       |
| Atleta         | Evento          | Resultado  | Posição    | Resultado   | Posição     |
| -------------- | --------------- | ---------- | ---------- | ----------- | ----------- |
| Bralon Taplin  | 400 m masculino | 45.38      | 4º Q       | 46.01       | 8º          |
| Halle Hazzard  | 100 m feminino  | 11.70      | 12ª        | Não avançou | Não avançou |
| Halle Hazzard  | 200 m feminino  | 24.03      | 17ª        | Não avançou | Não avançou |
| Kanika Beckles | 200 m feminino  | 23.99      | 16ª        | Não avançou | Não avançou |
| Kanika Beckles | 400 m feminino  | 54.64      | 16ª        | Não avançou | Não avançou |

Eventos de campo
Masculino
| Atleta          | Evento                        | Final        | Final           |
| Atleta          | Evento                        | Distância    | Posição         |
| --------------- | ----------------------------- | ------------ | --------------- |
| Josh Boateng    | Lançamento de disco masculino | 56.92        | 7º              |
| Markim Felix    | Lançamento de dardo masculino | 77.18        | 5º              |
| Anderson Peters | Lançamento de dardo masculino | 87.31 GR, NR | Medalha de ouro |

Eventos combinados – Decatlo masculino
| Atleta        | Evento    | 100 m | LJ   | SP    | HJ   | 400 m        | 110H         | DT           | PV           | JT           | 1500 m       | Final        | Posição          |
| ------------- | --------- | ----- | ---- | ----- | ---- | ------------ | ------------ | ------------ | ------------ | ------------ | ------------ | ------------ | ---------------- |
| Kurt Felix    | Resultado | 11.40 | NM   | NM    | NM   | Não começou  | Não começou  | Não começou  | Não começou  | Não começou  | Não começou  | Não terminou | Não terminou     |
| Kurt Felix    | Pontos    | 774   | 0    | 0     | 0    | Não terminou | Não terminou | Não terminou | Não terminou | Não terminou | Não terminou | Não terminou | Não terminou     |
| Lindon Victor | Resultado | 10.82 | 7.39 | 15.04 | 2.00 | 49.28        | 15.01        | 50.83        | 4.90         | 62.26        | 4:53.15      | 8240         | Medalha de prata |
| Lindon Victor | Pontos    | 901   | 908  | 792   | 803  | 848          | 848          | 888          | 880          | 772          | 600          | 8240         | Medalha de prata |

## Natação
Granada recebeu duas vagas de universalidade para inscrever um homem e uma mulher.
Key
- Nota – Posições são dadas para a fase completa

| Atleta        | Evento                | Eliminatórias | Eliminatórias | Final       | Final       |
| Atleta        | Evento                | Tempo         | Pos.          | Tempo       | Pos.        |
| ------------- | --------------------- | ------------- | ------------- | ----------- | ----------- |
| Delron Felix  | 50 m livre masculino  | 24.84         | 30º           | Não avançou | Não avançou |
| Delron Felix  | 100 m livre masculino | 53.46         | 26º           | Não avançou | Não avançou |
| Kimberly Ince | 50 m livre feminino   | 28.72         | 26ª           | Não avançou | Não avançou |
| Kimberly Ince | 100 m costas feminino | 1:10.48       | 23ª           | Não avançou | Não avançou |

## Tênis
Grenada recebeu um convite para inscrever uma atleta feminina.
Feminino
| Atleta       | Evento  | Primeira rodada           | Oitavas-de-final  | Quartas-de-final  | Semifinais        | Final / BM        | Final / BM  |
| Atleta       | Evento  | Adversária Placar         | Adversária Placar | Adversária Placar | Adversária Placar | Adversária Placar | Posição     |
| ------------ | ------- | ------------------------- | ----------------- | ----------------- | ----------------- | ----------------- | ----------- |
| Akilah James | Simples | Schaefer (PER) L 5–7, 5–7 | Não avançou       | Não avançou       | Não avançou       | Não avançou       | Não avançou |